# الانتخابات الرئاسية الأمريكية 2016
أُقيمت الانتخابات الرئاسية في الولايات المتحدة 2016 يوم الثلاثاء 8 نوفمبر 2016 وهي الانتخابات الثامنة والخمسين لرئاسة الولايات المتحدة، والتي أجريت يوم الثلاثاء 8 نوفمبر 2016 وحددت الرئيس الخامس والأربعون للولايات المتحدة ونائب الرئيس الثامن والأربعون. يختار الناخبون الأمريكيون في هذه الانتخابات كبار الناخبين وهم أعضاء المجمع الانتخابي الذين ينتخبون رئيس ونائب رئيس للبلاد لتولي عهدة مدتها أربع سنوات من عام 2017 حتى عام 2021.
انتصار ترامب، الذي اعتبرته معظم التوقعات غير محتمل، وصفه الإعلام بأنه «مفاجئ» و «صادم». واعتبرت خسارة هيلاري كلينتون في هذه الانتخابات انها من أكبر الصدمات الانتخابية في تاريخ الولايات المتحدة. وترامب نفسه اعتقد أنه سيخسر حتى بعد إغلاق صناديق الاقتراع.

## ترتيب زمني
كانت قد جرت عملية الانتخابات التمهيدية والمؤتمرات الحزبية الرئاسية في الفترة ما بين فبراير ويونيو من عام 2016 في واشنطن العاصمة والولايات الخمسين والمناطق الأمريكية. حيث تمت عملية الترشيح بانتخابات حزبية غير مباشرة حيث يقوم الناخبون ضمن أحد الأحزاب بإدلاء أصواتهم لاختيار قائمة من المندوبين لتمثل صوتهم في المؤتمر الترشيحي للحزب والذين يقومون بدورهم بانتخاب المرشح الرئاسي عن حزبهم.
أصبح رجل الأعمال وشخصية تلفزيون الواقع دونالد ترامب المرشح الرئاسي للحزب الجمهوري بتاريخ 19 يوليو 2016 بعد هزيمته لعضو مجلس الشيوخ عن ولاية تكساس تيد كروز وحاكم ولاية أوهايو جون كيسيك وعضو مجلس الشيوخ عن ولاية فلوريدا ماركو روبيو والمرشحون الآخرون في الانتخابات التمهيدية للحزب الجمهوري. في حال انتخابه سيكون ترامب أكبر من يتولي منصب الرئاسة سناً. أصبحت وزيرة الخارجية الأمريكية السابقة وعضوة مجلس الشيوخ عن ولاية نيويورك سابقاً هيلاري كلينتون المرشحة الرئاسية للحزب الديمقراطي بتاريخ 26 يوليو 2016 بعد هزيمتها لعضو مجلس الشيوخ عن ولاية فيرمونت بيرني ساندرز. كانت كلينتون ستكون في حال انتخابها الرئيسة الأولى بتاريخ البلاد.
كما يوجد العديد من المرشحين الرئاسيين عن أحزاب ثالثة أخرى. استطاع مرشح الحزب الليبرتاري غاري جونسون وهو حاكم ولاية نيومكسيكو السابق ملاقاة شروط قواعد الترشح المطلوبة ليصبح أسمه بذلك مدرجاً على ورقة الاقتراع في الولايات الخمسين وفي واشنطن العاصمة والتي تُمثل إجمالي الأصوات الانتخابية البالغ عددها 538. واستطاعت مرشحة حزب الخضر والطبيبة السابقة جيل ستاين ملاقاة شروط قواعد الترشح المطلوبة ليصبح أسمها مدرجاً على ورقة الاقتراع في 44 ولاية بالإضافة إلى واشنطن العاصمة وهو ما يمثل 480 صوتاً من أصل كامل أصوات المجمع الانتخابي. كان كل من جونسون وستاين (واللذان كانا قد ترشحا للرئاسة عن حزبيهما في انتخابات عام 2012) قد ظهرا على استطلاعات رأي رائدة. كما سيظهر على الأقل 24 مرشحاً عن أحزاب ثالثة أخرى ولمرشحين مستقلين ممن استطاعوا ملاقاة شروط الترشح في بعض الولايات على الأقل أو سيختارهم ناخبون بكتابة اسم أحدهم على ورقة الاقتراع. تصدر المرشح المستقل إفان ماكمولين على الأقل استطلاعاً واحداً للرأي في ولايته يوتا. لم يفوز أي مرشح رئاسي مستقل أو من حزب ثالث بأي ولاية أمركية منذ انتخابات عام 1968.

## المرشحون

### الحزب الديموقراطي
| تذكرة الحزب الديمقراطي، 2016                          |                                       |
| هيلاري كلينتون                                        | تيم كين                               |
| لمنصب الرئيس                                          | لمنصب نائب الرئيس                     |
|                                                       |                                       |
| وزيرة الخارجية الأمريكية السادسة والسبعون (2009–2013) | سيناتور أمريكي من فرجينيا (2013–الآن) |
| شعار الحملة                                           |                                       |
|                                                       |                                       |
| [ 16 ] [ 17 ] [ 18 ]                                  |                                       |

### الحزب الجمهوري
| تذكرة الحزب الجمهوري، 2016              |                                         |
| دونالد ترامب                            | مايك بنس                                |
| لمنصب الرئيس                            | لمنصب نائب الرئيس                       |
|                                         |                                         |
| رئيس مجلس إدارة مؤسسة ترامب (1971–الآن) | الحاكم الـ50 لولاية إنديانا (2013–الآن) |
| شعار الحملة                             |                                         |
|                                         |                                         |
| [ 19 ] [ 20 ] [ 21 ]                    |                                         |

### حزب الخضر
| تذكرة حزب الخضر، 2016           |                        |
| جيل ستاين                       | أيامو باراكا           |
| لمنصب الرئيس                    | لمنصب نائب الرئيس      |
|                                 |                        |
| طبيبة من ليكسينغتون، ماساتشوستس | ناشط من واشنطن العاصمة |
| شعار الحملة                     |                        |
|                                 |                        |
| [ 22 ] [ 23 ]                   |                        |

### الحزب الليبرتاري
| تذكرة الحزب الليبرتاري، 2016              |                                            |
| غاري جونسون                               | ويليام ويلد                                |
| لمنصب الرئيس                              | لمنصب نائب الرئيس                          |
|                                           |                                            |
| الحاكم الـ29 لولاية نيومكسيكو (1995–2003) | الحاكم الـ68 لولاية ماساتشوستس (1991–1997) |
| شعار الحملة                               |                                            |
|                                           |                                            |
| [ 24 ] [ 25 ]                             |                                            |

### حزب الإصلاح
| تذكرة حزب الإصلاح، 2016 |                   |
| روكي دي لا فوينتي       | مايكل ستينبيرغ    |
| لمنصب الرئيس            | لمنصب نائب الرئيس |
|                         |                   |
| رجل أعمال من كاليفورنيا | محامي من فلوريدا  |
| شعار الحملة             |                   |
|                         |                   |
| [ 26 ] [ 27 ]           |                   |

### حزب الدستور
| تذكرة حزب الإصلاح، 2016      |                   |
| داريل كاستيل                 | سكوت برادلي       |
| لمنصب الرئيس                 | لمنصب نائب الرئيس |
|                              |                   |
| محامي من ممفيس بولاية تينيسي | رجل أعمال من يوتا |
| شعار الحملة                  |                   |
| [ 28 ]                       |                   |

### المرشحون المستقلون

#### المرشح الأول
| تذكرة المرشح المستقل الأول، 2016                      |                    |
| إفان ماكمولين                                         | ميندي فين          |
| لمنصب الرئيس                                          | لمنصب نائب الرئيس  |
|                                                       |                    |
| رئيس المؤتمر الجمهوري لممثلي البيت الأبيض (2015–2016) | رئيسة نساء إمبويرد |
| شعار الحملة                                           |                    |
|                                                       |                    |
| [ 29 ]                                                |                    |

#### المرشح الثاني
| تذكرة المرشح المستقل الثاني، 2016 |                                  |
| لورينس كوتليكوف                   | إدوارد لامير                     |
| لمنصب الرئيس                      | لمنصب نائب الرئيس                |
|                                   |                                  |
| أستاذ اقتصاد في جامعة بوسطن       | أستاذ اقتصاد في جامعة كاليفورنيا |
| شعار الحملة                       |                                  |

## النتائج

### النتائج
في يوم 9 نوفمبر 2016 فاز دونالد ترامب من الحزب الجمهوري في الانتخابات الرئاسية الأمريكية، ليكون الرئيس الخامس والأربعين للولايات المتحدة ويخلف سلفه الديمقراطي باراك أوباما وحصل ترامب على 306 صوتاً مقابل 232 لهيلاري كلينتون بينما يتطلب الفوز الحصول على 270 صوتا على الاقل، وذلك بعد إعلان النتائج الرسمية في أغلب ولايات الشرق والوسط الأميركي. فاز ترامب في ولايات أوهايو وكنتاكي وانديانا وفرجينيا الغربية وكارولاينا الشمالية والجنوبية ومسيسيبي وتينيسي وألاباما ووايومينغ وتكساس وداكوتا الجنوبية وداكوتا الشمالية ونبراسكا وأركنساس ومونتانا، وفلوريدا وآيوا بينما فازت كلينتون في ولايات فيرجينيا وماساشوستس وميريلاند ونيوجيرسي وديلاوير ورود آيلاند وإلينوي ونيويورك وكونكتيكت ونيفادا.
بعد الإعلان عن فوز ترامب بالرئاسة خرج آلاف الأمريكيين في مظاهرات بمدن أمريكية.
هذه هي المرة الرابعة بعد أعوام 1876، و1888، 2000 التي يفشل فيها الفائز بالتصويت الشعبي بالفوز بتصويت المجمع الإنتخابي.[بحاجة لمصدر]

### تقدم التصويت

## وصلات خارجية
- عملية الانتخابات الرئاسية على موقع حكومة الولايات المتحدة وهو بوابة الويب الرسمية لحكومة الولايات المتحدة الفيدرالية (بالإنجليزية)
- الانتخابات الرئاسية الأمريكية 2016 على مشروع الدليل المفتوح
- 2016 Presidential Form 2 Filers على موقع لجنة الانتخابات الفيدرالية الأمريكية (FEC) (بالإنجليزية)